# Liste von Entführungen in Deutschland
Die folgende Liste umfasst eine Auswahl von Freiheitsberaubungen durch eine Entführung in Deutschland. Geiselnahmen und Verschleppungen (unter anderem durch das DDR-Ministerium für Staatssicherheit) sind nicht berücksichtigt.
Die Tabelle ist sortierbar nach den Namen der Opfer, dem Tatjahr und der Art der Entführung. Bei letzterem wird unterschieden zwischen Lösegelderpressung bei Erwachsenen oder Kindern, Entführungen in Verbindung mit Sexualstraftaten und solchen mit terroristischem Hintergrund.
| Entführungsfall              | Datum         | Art                             | Dauer      | Erläuterung |
| ---------------------------- | ------------- | ------------------------------- | ---------- | --- |
| Joachim Göhner †             | 15. Apr. 1958 | Kindesentführung                | tot        | Joachim Göhner war das erste Kind, das in der Bundesrepublik Deutschland entführt wurde. Nachdem die Übergabe von 15.000 DM mehrfach gescheitert war, wurde er sieben Tage später in einem Wald tot aufgefunden. Daraufhin wurde erstmals öffentlich die Stimme eines Täters im Rundfunk ausgestrahlt. Dieser wurde danach gefasst und beging Suizid vor Beginn des Prozesses. |
| Renate Putz †                | 5. Apr. 1971  | Lösegeldforderung               | tot        | Die 16-jährige Millionärstochter Renate Putz wurde am Montag, dem 5. April 1971 entführt. Ihre Eltern machten sich anfangs über ihr Verschwinden keine Gedanken und fuhren am darauffolgenden Freitag in ihr Ferienhaus in der Toskana. Als sie am 15. April zurückkamen, fanden sie zwei Briefe ohne Absender im Briefkasten mit einer Lösegeldforderung in Höhe von 350.000 DM. Wahrscheinlich wurde sie aber schon am zweiten Tag nach der Entführung vom 50-jährigen Karl Dorfner erschossen. Dieser beging, nachdem er die Tat gestanden hatte, in der Untersuchungshaft Selbstmord. |
| Theo Albrecht                | 29. Nov. 1971 | Lösegeldforderung               | 17 Tage    | Der Gründer von Aldi-Nord wurde vor der Konzernzentrale in Herten überwältigt und entführt, als er diese abends als Letzter verließ. Er wurde, nachdem 7 Millionen DM Lösegeld gezahlt worden waren, nach siebzehn Tagen wieder freigelassen. Die zwei Täter wurden 1973 zu je 8 ½ Jahren Freiheitsentzug verurteilt. Die Hälfte des Lösegelds wurde nicht wiedergefunden. |
| Evelyn Jahn                  | 13. Nov. 1973 | Lösegeldforderung               | 2 Tage     | Die zur Tatzeit 21 Jahre alte Tochter von Friedrich Jahn (1973 Franchise-Geber von 400 Wienerwald-Schnellrestaurants) wurde von ihren drei Entführern in einem Apartment im Augsburger Hotel Holiday Inn gefangen gehalten. Nach der Zahlung von 3 Millionen DM Lösegeld wurde sie freigelassen. Die Täter wurden noch in derselben Woche gefasst und zu langjährigen Freiheitsstrafen verurteilt. |
| Peter Lorenz                 | 27. Feb. 1975 | Terrorismus                     | 1 Tag      | Peter Lorenz war Bürgermeisterkandidat der CDU bei der Wahl zum Abgeordnetenhaus von Berlin 1975. Drei Tage vor der Wahl wurde er von Terroristen der Bewegung 2. Juni entführt. Diese forderten die Freilassung von sechs inhaftierten Terroristen. Diese wurden, mit Ausnahme von Horst Mahler, der auf eigenen Wunsch im Gefängnis blieb, in die damalige Volksdemokratische Republik Jemen ausgeflogen. Lorenz wurde einen Tag später freigelassen. Fünf Verbrecher wurden später wegen der Beteiligung an der Tat zu Haftstrafen verurteilt. |
| Wolfgang Gutberlet           | 8. Okt. 1976  | Lösegeldforderung               | 8 Tage     | Wolfgang Gutberlet wurde während eines fingierten Treffens auf einer Tankstelle entführt und nach acht Tagen gegen Zahlung von 2 Millionen D-Mark wieder freigelassen. Die Täter wurden wenige Stunden nach der Freilassung verhaftet und später zu langjährigen Freiheitsstrafen verurteilt. |
| Gernot Egolf †               | 19. Okt. 1976 | Lösegeldforderung               | tot        | Das zur Tatzeit 32 Jahre alte Opfer war verwandt mit den Erben der Karlsberg Brauerei. Die damals 21 und 22 Jahre alten Täter lockten ihn von seiner Arbeitsstelle fort, überwältigten ihn und ketteten ihn in einem nur 1,50 m hohen Bunker des ehemaligen Westwall an. In diesem stand zeitweise das Wasser nach Regenfällen 70 cm hoch. Versuche, 2 Millionen DM Lösegeld zu übergeben, scheiterten. Nach einem verspäteten Hinweis von der Freundin eines Täters wurde Gernot Egolf nach sieben Wochen am 9. Dezember von der Polizei tot aufgefunden. Er hatte in der Gefangenschaft 15 kg abgenommen und ist wahrscheinlich an Unterkühlung gestorben. Am gleichen Tag wurden die Täter verhaftet. Einer beging in der Untersuchungshaft Selbstmord, und der zweite wurde zu einer lebenslangen Freiheitsstrafe mit Feststellung der besonderen Schwere der Schuld verurteilt. |
| Hendrik Snoek                | 3. Nov. 1976  | Lösegeldforderung               | 3 Tage     | Der damals erfolgreiche Springreiter wurde aus seiner Wohnung in Münster entführt. Es wurden 5 Millionen DM Lösegeld gezahlt. Am 6. November wurde er eher zufällig in seinem Versteck, welches sich in 52 Meter Höhe im Pfeiler einer Autobahnbrücke befand, gefunden und befreit. Einer der beteiligten Entführer beging hier ebenso in der Untersuchungshaft Selbstmord, der andere wurde kurze Zeit später zu einer Haftstrafe von 13 Jahren verurteilt. |
| Richard Oetker               | 14. Dez. 1976 | Lösegeldforderung               | 2 Tage     | Richard Oetker wurde, 47 Stunden nachdem er entführt worden war, gegen Zahlung von 21 Millionen DM Lösegeld mit schwersten Verletzungen, die er sich in der Holzkiste, in der er gefangen gehalten wurde, zugezogen hatte, freigelassen. Der Entführer Dieter Zlof wurde nach zwei Jahren überführt und verhaftet und im folgenden Prozess zur Höchststrafe von 15 Jahren Freiheitsentzug verurteilt. |
| Eustachius Hell †            | 20. Dez. 1976 | Kindesentführung                | tot        | Der sechsjährige Eustachius Hell aus dem Kühbacher Ortsteil Paar wurde auf dem Heimweg von der Schule entführt. Laut eigener Aussage des Entführers erfolgte dies spontan, weil er sich nicht getraut habe, eine Bank zu überfallen. Noch am selben Tag ermordete der Entführer den Jungen aus Angst vor Entdeckung. Anschließend forderte er 200.000 DM Lösegeld, ohne sich nach diesem Anruf noch einmal zu melden. Da ein Zeuge sich das Kraftfahrzeugkennzeichen des Autos, mit dem er das Kind entführt hatte, notiert hatte, wurde er nach wenigen Tagen verhaftet. Im Strafprozess wurde er zu einer lebenslangen Freiheitsstrafe verurteilt. Der Donaukurier berichtete 2006, dass der Mörder aus der Haft entlassen wurde. |
| Hanns Martin Schleyer †      | 5. Sep. 1977  | Terrorismus                     | tot        | Bei der Entführung von Hanns Martin Schleyer durch Mitglieder der RAF wurden sein Fahrer und drei Polizisten ermordet. Da die Bundesregierung auf die Forderung der Terroristen, mehrere Mitglieder der Organisation aus dem Gefängnis zu entlassen, nicht einging, ermordeten diese Schleyer am 19. Oktober 1977. Ohne dass der Tatablauf restlos aufgeklärt werden konnte, wurden bis in die 1990er Jahre einige beteiligte Mitglieder der Terrororganisation zu Haftstrafen verurteilt. |
| Cornelia Becker †            | 3. Nov. 1980  | Kindesentführung                | tot        | Am frühen Morgen des 3. November 1980 – gegen 7:00 Uhr – brachte Günther Adler die damals elfjährige Cornelia Becker in seine Gewalt. Als das Mädchen auf dem Weg zur Schule war, veranlasste er es, in sein Auto einzusteigen, und brachte es in den Aktenkeller seines Büros. Dort erschlug Adler das Kind sofort von hinten mit einem Hammer. Die Leiche verwahrte er knapp zwei Wochen lang in seinem Keller, um sie dann in einem Plastiksack in einen Wald bei Karlsruhe zu schaffen und zu vergraben. Nach mehreren Wochen wurde die Tote dort, kurz vor Weihnachten 1980, durch den Sohn eines örtlichen Försters entdeckt. Kurz nach Cornelias Entführung hatte Adler sich – den Tod des Mädchens verheimlichend – anonym in einem Erpresserschreiben an die Eltern gewendet und ein Lösegeld in Höhe von 2 Millionen DM. gefordert. In den folgenden Wochen kontaktierte er sie immer wieder, erst brieflich, dann auch telefonisch. Er wiederholte seine Forderung und teilte Modalitäten zur Übergabe des Lösegeldes mit. Sein letztes Schreiben erhielten die Beckers am 27. November. |
| Johannes Erlemann            | 6. März 1981  | Kindesentführung                | 14 Tage    | Der 11-jährige Johannes Erlemann wurde vierzehn Tage nach der Entführung gegen eine Lösegeldzahlung von 3 Millionen DM freigelassen. Vom Lösegeld blieb auch nach der Verhaftung der Täter fast die Hälfte unauffindbar. Die Täter erhielten Freiheitsstrafen zwischen 3 und 10 Jahren. |
| Ursula Herrmann †            | 15. Sep. 1981 | Kindesentführung                | tot        | Die zehnjährige Ursula Herrmann aus Eching am Ammersee hatte nach dem Turnunterricht ihren Onkel im Nachbarort Schondorf besucht. Als sie mit dem Fahrrad zurück nach Hause fuhr, wurde sie gegen 19:30 Uhr von einer oder mehreren Personen entführt. In einem Waldstück namens „Weingarten“ (zwischen Schondorf und Eching) in einer im Boden vergrabenen Kiste erstickte das Mädchen vielleicht schon nach einer halben Stunde. |
| Nina von Gallwitz            | 18. Dez. 1981 | Kindesentführung                | 149 Tage   | Die 8-jährige Nina von Gallwitz wurde auf dem Heimweg von der Schule entführt und anschließend 149 Tage lang gefangen gehalten. 1982 kam sie nach der Zahlung von 1,5 Millionen DM Lösegeld frei. Die Straftat konnte bis heute nicht aufgeklärt werden. |
| Silvia Müller                | 10. Feb. 1982 | Sexualstraftat                  | 454 Tage   | Die 16-Jährige wurde am 10. Februar 1982 entführt und bis zum 23. Mai 1983 von einem Ehepaar gefangen gehalten. Während der Gefangenschaft wurde sie sexuell missbraucht, körperlich misshandelt und vergewaltigt. Nach über 15 Monaten ließen die Entführer ihr Opfer frei. Das Ehepaar, das beruflich als Unternehmer Millionen verdient hatte, wurde zu langjährigen Freiheitsstrafen verurteilt. Kurz nach dem Urteil beging der Ehemann Selbstmord in seiner Zelle. |
| Axel Sven Springer           | 21. Jan. 1985 | Lösegeldforderung               | 3 Tage     | Der Sohn von Axel Springer jr. war nachts aus dem Lyceum Alpinum Zuoz entführt und dabei aus einem Fenster abgeseilt worden. Er musste selbst Kassetten besprechen, auf denen er 15 Millionen DM Lösegeld fordern musste, die dann seiner Mutter geschickt wurden. Nachdem der Fall nach drei Tagen öffentlich wurde, ließen ihn die Täter mit dem Versprechen frei, dass er der Polizei falsche Hinweise gibt und ihnen 200.000 DM übergibt. Bei der Geldübergabe wurden die Täter verhaftet. Zwei ehemalige Schüler des Lyceums wurden später zu Freiheitsstrafen von 2 Jahren und 9 Monaten beziehungsweise vier Jahren verurteilt und die Freundin des einen zu einer Haftstrafe von 2 Jahren und 3 Monaten. |
| Sascha Buzmann               | 10. Jan. 1986 | Sexualstraftat Kindesentführung | 86 Tage    | Am frühen Abend des 10. Januar 1986 wurde der 9-jährige Buzmann auf dem Weg von der Bushaltestelle zu seinem Elternhaus von Adam Geist entführt, der ihn im Schneetreiben mehrere Kilometer weit in seine Behausung, einen verwahrlosten Wohnwagen ohne fließendes Wasser und Toilette in Mainz-Kastel, schleppte. Sascha Buzmann wurde von seinem Entführer fast drei Monate lang gefangen gehalten und regelmäßig geschlagen und sexuell missbraucht. Wenn der arbeitslose Adam Geist den Wohnwagen verließ, sperrte er den Jungen in eine Holzkiste. Erst durch einen Zufall wurde das entführte Kind gefunden: Am 5. April 1986 suchten ihn zwei Zivilfahnder wegen Zechprellung auf und entdeckten dabei in seinem Wohnwagen den Jungen. Der 1950 geborene Entführer, der seinerseits als Kind misshandelt wurde, wurde als vermindert schuldfähig eingestuft und zu sieben Jahren Haft verurteilt. Nach dem Verbüßen dieser Strafe entführte er erneut ein Kind und ist nun in Sicherungsverwahrung untergebracht. |
| Lars und Meike Schlecker     | 23. Dez. 1987 | Lösegeldforderung               | 1 Tag      | Die zur Tatzeit 14 und 16 Jahre alten Kinder des damaligen Drogerie-Unternehmers Anton Schlecker wurden im Beisein ihrer Eltern in eine nur 5 km entfernte Hütte verschleppt und dort gefangen gehalten. Anton Schlecker handelte die Lösegeldsumme von 20 auf 9,6 Millionen DM herunter, welche er am Tag nach der Entführung überbringen ließ. Die Entführungsopfer konnten sich danach selbst befreien. Die drei Täter konnten erst 1998 nach einer weiteren Straftat überführt werden und wurden zu langjährigen Freiheitsstrafen verurteilt. |
| Peter Fiszman und Lisa Abels | 16. Jan. 1991 | Kindesentführung                | 3 Tage     | Der Neffe des später entführten und ermordeten Jakub Fiszman wurde mit einer Schulfreundin von denselben Tätern fünf Jahre vor seinem Onkel entführt. Wahrscheinlich ohne die Zahlung der geforderten 2,1 Millionen DM Lösegeld wurden die Kinder nach drei Tagen freigelassen. Die Tat konnte erst nach der Entführung von Jakub Fiszman aufgeklärt werden. |
| Jan Philipp Reemtsma         | 25. März 1996 | Lösegeldforderung               | 33 Tage    | Jan Philipp Reemtsma wurde auf seinem eigenen Grundstück entführt und nach der Zahlung von 15 Millionen DM sowie 12,5 Millionen Franken nach 33 Tagen Gefangenschaft am 26. April 1996 freigelassen. Die Täter wurden später gefasst und zu langjährigen Freiheitsstrafen verurteilt. Ein Großteil des Lösegelds wurde bisher nicht wiedergefunden. |
| Claudia Ruf †                | 11. Mai 1996  | Sexualstraftat Kindesentführung | tot        | Die Elfjährige hatte am 11. Mai 1996 den Hund eines Nachbarn ausgeführt und war dabei entführt worden. Nachdem der Hund ohne sie nach Hause gelaufen war, wurde sie gesucht und zwei Tage später tot auf einem Feldweg gefunden. Sie war missbraucht und gequält worden. Der Täter hatte die Leiche angezündet. auch nach einem Massen-Gentest 2011 konnte der Täter bisher nicht gefunden werden. |
| Jakub Fiszman †              | 1. Okt. 1996  | Lösegeldforderung               | tot        | Das Opfer wurde von zwei Tätern (ein mehrfach vorbestrafter Vater mit seinem Sohn) auf dem Gelände seiner Exportfirma überwältigt und danach entführt. Dabei erlitt er Verletzungen. Auch nach seinem Tod forderten die Entführer weiter Lösegeld. 19 Tage nach der Tat wurden 4 Millionen DM gezahlt. Der Prozess gegen die Täter begann fast genau ein Jahr nach der Tat und endete für den Sohn mit einer 12-jährigen Freiheitsstrafe und für den Vater mit lebenslanger Haft und anschließender Sicherungsverwahrung. |
| Matthias Hintze †            | 14. Sep. 1997 | Lösegeldforderung               | tot        | Der 20-Jährige wurde von zwei zur Tatzeit 36 und 26 Jahre alten Russen entführt und in ein Erdloch gesperrt, in dem er schon nach einem Tag erstickte. Von seinen keineswegs wohlhabenden Eltern, Gastwirte von Beruf, wurde 1 Million DM Lösegeld gefordert. Die Täter wurden zu jeweils 14 Jahren Freiheitsstrafe verurteilt. 1999 wurden sie zu einer Gesamtstrafe von 15 Jahren verurteilt, nachdem ihnen auch die Entführung des bisher nicht gefundenen Berliner Computerhändlers Alexander Galius nachgewiesen wurde. Die Einzelstrafe für die zweite Entführung betrug zehn Jahre. Der jüngere Täter wurde im Januar 2013 aus der Haft entlassen und nach Russland abgeschoben. |
| Bodo Janssen                 | 6. Juni 1998  | Lösegeldforderung               | 7 Tage     | Der 24-jährige Millionärssohn wurde von mehreren Entführern, darunter einem Bekannten von ihm, überwältigt und gefangen gehalten. Während der Haft gingen die Täter brutal mit ihm um und bedrohten ihn ständig mit einer Pistole. In Österreich wurden 3 Millionen DM Lösegeld übergeben. Unabhängig davon wurde er fast gleichzeitig vom Hamburger Spezialeinsatzkommando befreit, und die meisten Kidnapper wurden festgenommen. Der letzte Täter wurde zwei Jahre später in Zagreb gefasst. |
| Jakob von Metzler †          | 27. Sep. 2002 | Kindesentführung                | tot        | Der 11-jährige Bankierssohn Jakob von Metzler wurde von Magnus Gäfgen entführt und am gleichen Tag ermordet. Der mit dem Opfer bekannte Täter gestand nach einem Verhör unter Folterandrohung die Tat und führte die Polizei zur Leiche des Kindes. Er erhielt eine 2004 letztinstanzlich bestätigte lebenslange Freiheitsstrafe mit Feststellung der besonderen Schwere der Schuld. |
| Vadim Freinkman              | 18. Aug. 2006 | Lösegeldforderung               | 13 Tage    | Der 20-jährige Student Vadim Freinkman wurde von mehreren Entführern überwältigt und 13 Tage in einer Wohnung in Berlin-Neukölln in der Sonnenallee gefangen gehalten. Nachdem die Mutter des Entführten nur 670.000 Euro Lösegeld der geforderten 1 Million aufbringen konnte, wurde er in Rudow freigelassen. Dank seiner detaillierten Beschreibung der Wohnung, in der er gefangen gehalten wurde, konnte die Polizei die Entführer festnehmen. Sie wurden zu langen Freiheitsstrafen verurteilt. |
| Maria Bögerl †               | 12. Mai 2010  | Lösegeldforderung               | tot        | Die Bankiersgattin Maria Bögerl wurde am Morgen des 12. Mai 2010 entführt. Die Übergabe des geforderten Lösegelds von 400.000 € scheiterte kurz danach. Das Opfer wurde am 3. Juni 2010 tot in einem Wald entdeckt. Der Fall wurde bisher nicht aufgeklärt, wofür die Polizei von der Familie der Ermordeten kritisiert wird. |
| Markus Würth                 | 17. Juni 2015 | Lösegeldforderung               | 20 Stunden | Markus Würth wurde am 17. Juni 2015 im hessischen Schlitz entführt. Der damals 50 Jahre alte Mann ist seit seiner Kindheit nach einer misslungenen Impfung geistig behindert. Er ist der Sohn von „Schraubenkönig“ Reinhold Würth, eines milliardenschweren baden-württembergischen Unternehmers. Ein Erpresser forderte am Telefon drei Millionen Euro Lösegeld. Die Übergabe scheiterte aus nicht näher bekannten Gründen. Nach etwa 20 Stunden war die Entführung beendet worden. Der Erpresser verriet den Aufenthaltsort des damals 50-Jährigen, der nackt an einen Baum gekettet war und in einem Wald bei Würzburg in Bayern durch die Polizei gefunden wurde. Der Prozess 2018 gegen den vermeintlichen Täter endete mit einem Freispruch. |
| Anneli-Marie Riße †          | 13. Aug. 2015 | Lösegeldforderung               | tot        | Die 17-Jährige wurde auf ihrer Spazierrunde mit ihrem Hund von Markus Beisser und Norbert Klein am Abend des 13. August in der Nähe ihres Wohnortes Robschütz entführt. Die zwei Täter hatten Anneli Marie in der Scheune des Dreiseithofes, dem ehemaligen Wohnhaus des M. Beisser, eingesperrt und angeblich gegen Mittag des Folgetages ermordet. Diese Angabe stammt aus der polizeilichen Vernehmung des N. Klein, welche aber sehr widersprüchlich und lückenhaft war. Der zuständige Rechtsmediziner konnte die genaue Todeszeit nicht mehr bestimmen, da der Leichnam schon zu stark verwest war. Die Familie sollte 1,2 Millionen Euro Lösegeld zahlen, es kam aber nicht zu einer Geldübergabe. Die genauen Umstände hierfür sind nicht bekannt geworden. Markus Beisser hatte schon per Telefon am 1. August 2015 das Unternehmen Kaufland/Lidl zu erpressen versucht. Auch hier hatte er die gleiche Lösegeldsumme verlangt. Das Landgericht Dresden verurteilte den vierzigjährigen Markus Beisser zu einer lebenslänglichen Haftstrafe. Das Gericht stellte zudem bei ihm die besondere Schwere der Schuld fest. Sein 62 Jahre alter Komplize Norbert Klein wurde zu acht Jahren und sechs Monaten Haft verurteilt. |